# Onze-Lieve-Vrouw-Onbevlekt-Ontvangenkerk (Eupen)

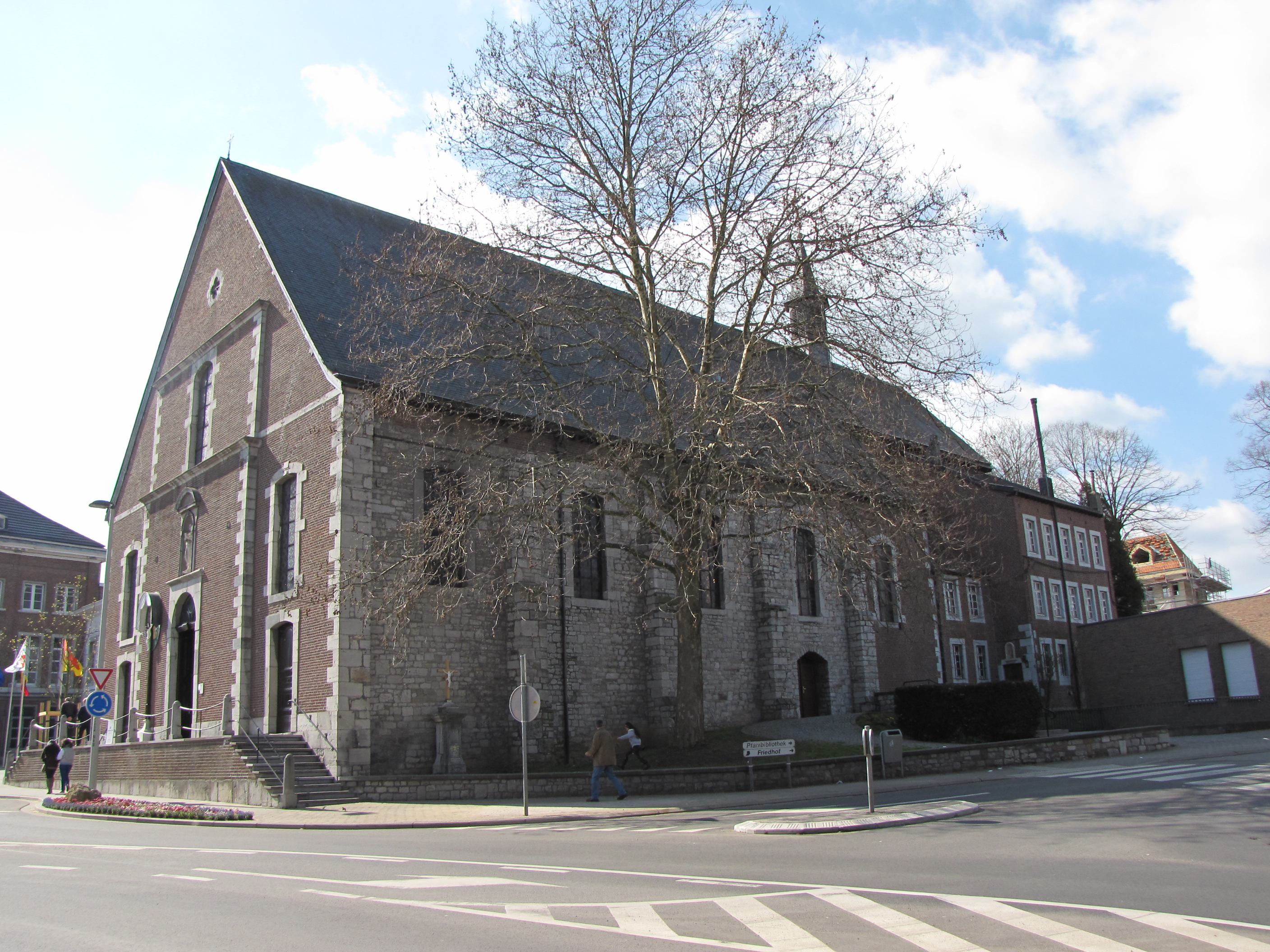
Onze-Lieve-Vrouw-Onbevlekt-Ontvangenkerk

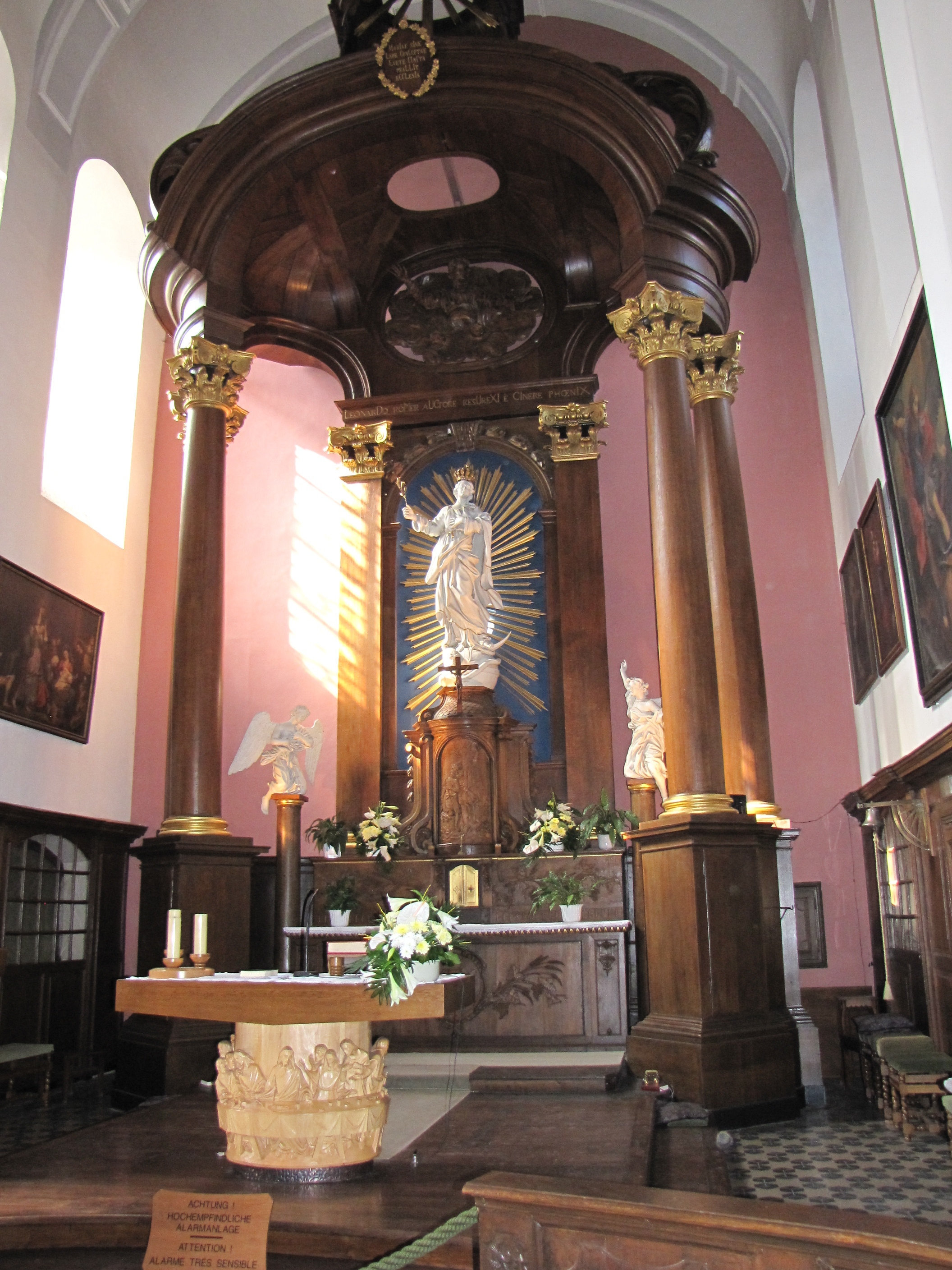
Maria-altaar

De Onze-Lieve-Vrouw-Onbevlekt-Ontvangenkerk (Duits:Kirche zur Unbefleckten Empfängnis, ook: Klosterkirche Eupen) is een parochiekerk en voormalige kloosterkerk in de Belgische stad Eupen, gelegen aan de Rathausplatz.

## Geschiedenis
In 1660 kwamen kapucijnen naar Eupen om - in het kader van de contrareformatie - het te Eupen opkomende protestantse gedachtegoed te bestrijden. Daartoe stichtten ze een klooster, een kerk en een kapel die een wonderbaarlijk Mariabeeld huisvestte en die zich tot bedevaartsoord zou ontwikkelen.
In 1668 was de eerste, eenbeukige kloosterkerk gereed, gewijd aan de Onbevlekte Ontvangenis van Maria. In 1680 werd de kerk ingezegend.
De monniken ommuurden hun terrein en aan de zuidwesthoek werd het genadebeeld geplaatst, Maria zu den Engeln genaamd, dat een doel werd voor pelgrims en in 1670 in een kapelletje werd geplaatst. Door de toestroom van pelgrims werd dit kapelletje spoedig te klein en in 1733 werd het vervangen door een grotere, achtkantige kapel. In 1780 zou in deze kapel een wonderbaarlijke genezing hebben plaatsgevonden.
Hiervoor was in 1771 een deel van het klooster en de kloosterkerk door brand verwoest, waarbij de beschuldiging van brandstichting werd geuit. De kapel bleef daarbij echter gespaard. De kapucijnen moesten Eupen verlaten, maar mochten in 1772 weer terugkeren, zij het dat hun aantal beperkt bleef tot twaalf. Het klooster werd weer opgebouwd en een nieuwe kloosterkerk verrees van 1773-1776, naar een ontwerp van Joseph Moretti.
In 1795 werd het klooster onder de Franse overheersing opgeheven. De kloosterkerk werd in 1797 beschikbaar gesteld als openbare kerk, en het kloostergebouw werd in 1798 aan het burgerlijk gezag toevertrouwd. De Mariakapel werd echter gesloten en de inventaris ervan verkocht, maar deze kon weer worden teruggekocht. Sedert 1803 wordt de kloosterkerk gebruikt als hulpkerk van de Sint-Nicolaasparochie. Vanaf 1920 wordt deze kerk vooral door Franstalige inwoners van Eupen gebruikt: De Communauté Sainte-Marie.
De Mariakapel werd in 1827 gesloopt ten behoeve van de aanleg van de Aachener Straße. Het genadebeeld en enkele andere onderdelen van de inventaris werden naar de voormalige kloosterkerk overgebracht. De kloostergebouwen kregen seculiere functies, zoals een school en later het stadhuis. Ze werden echter dusdanig verbouwd en gewijzigd dat van het oorspronkelijke uitzicht niet veel meer over is gebleven.

## Gebouw
De kerk is een driebeukige hallenkerk zonder toren, afgezien van een dakruiter. Als materiaal werd baksteen en natuursteen gebruikt. Het koor is vlak afgesloten. Deze kerk werd gebouwd op de resten van de afgebrande voorganger, waarvan nog muurresten in breuksteen in het gebouw zijn opgenomen. Boven het ingangsportaal bevindt zich een nis waarin zich een zandstenen Mariabeeld bevindt.

## Interieur
Het middenschip wordt overwelfd door een tongewelf en is wat hoger dan de zijbeuken. Het hoofdaltaar is een baldakijnaltaar van 1783, geschonken door de fabrikant Leonard Roemer. Het rechter zijaltaar is het Antonius-altaar van 1777. Het linker zijaltaar is het Franciscus-altaar van 1778, met de houtgesneden beelden van Sint-Franciscus, Severus van Ravenna en Blasius van Sebaste.
Dan is er nog het Maria-altaar dat uit de Mariakapel afkomstig is. Het bevat een kopie van het oorspronkelijke genadebeeld, in gepolychromeerd hout. De altaartafel zou nog van 1670 stammen. Het antependium werd toegevoegd in 1961 en is 18e-eeuws.
De preekstoel is 18e-eeuws en het orgel is van 1822 met een 18e-eeuwse orgelkast. Ondanks diverse restauraties is dat orgel tegenwoordig onbespeelbaar, en een kleiner orgel, stammend uit 1994, werd voor het oude geplaatst. Ook zijn er zes biechtstoelen uit 1772.
Hiernaast zijn er enkele waardevolle beelden en schilderijen, waaronder een werk van Anton Goubau (17e eeuw), voorstellende Maria met Felix van Cantalice, een kapucijner heilige.